# Abbotsdale
Abbotsdale ist eine südafrikanische Kleinstadt mit 3762 Einwohnern (Stand 2011) in der Gemeinde Swartland, Distrikt West Coast, Provinz Westkap. Sie liegt 55 Kilometer nördlich von Kapstadt und 5 Kilometer südwestlich von Malmesbury auf 200 Meter Höhe am Ufer des Diepriver.
Diese kleine, ländliche Siedlung entstand auf der Farm Olyphantsfontein, die 1870 von Bischof Greyson für die Errichtung einer Missionsstation gekauft wurde. Die Stadt verdankt ihren Namen Bischof Abbot, der 1877 Bischof von Kapstadt war.